# Сейдаметов, Шевкет
Шевкет Сейдаметов (род. 19 апреля 1954, село Нарпай, Бухарская область, Узбекская ССР, СССР) — советский и украинский художник театра, кино и декоративно-прикладного искусства крымскотатарского происхождения.

## Биография
Родился в селе Нарпай Бухарской области Узбекистана в семье депортированных крымских татар. В 1957 году вместе с семьей переехал в Ленинабадский район Таджикской ССР.
В 1972 году поступил и в 1976 году окончил Республиканское художественное училище имени М. Олимова в Душанбе (Таджикистан). Направлен в Ленинабадский художественного фонда, где занимался оформительской работой, овладел искусством керамики, осуществлял монументальную роспись. С того же 1976 года принимал участие в областных и республиканских выставках.
После распада СССР в 1992 году вернулся в Крым, поселился в селе Дубки Симферопольского района. С 1993 года работал в Крымскотатарском музыкально-драматическом театре, с 1994 года — главный художник театра. Большинство спектаклей, поставленных театром в течение 1993-2004 годов, оформлены Шевкетом Сейдаметовым.
С 2003 года стал работать в кинематографе. В 2004 году переехал в Киев.

## Основные работы
1. Рельеф в интерьере ресторана «Ленинабад», 1983 (шамот, терракота, глазурь).
2. Мозаичное панно в интерьере химического завода «Исфара», 1979 (смальта, рустика).
3. Настенная роспись в интерьере школы № 29 г. Худжанда, 1989 (левкас, масло).
4. Вязание «Март», 1980.
5. Гобелен «Время», 1990.

## Работы в театре
Сценографии и эскизы костюмов к спектаклям Крымскотатарского музыкально-драматического театра:
- Шаматалы къомшулар (1993).
- Аршин Мал-Алан (1995).
- Ойнайык, кулейик, бурада сефа сюрейик (1997).
- Къадынчыкълар (1997).
- Дубаралы той (1998).
- Мамлюк Бейбарс (1998).

## Работы в кинематографе
- 2009 — Территория красоты.
- 2010 — Спаси и сохрани.
- 2011-2013 — Такси.
- 2013 — Женский доктор-2.
- 2013 — Хайтарма.
- 2014 — Ограбление по-женски ("также сыграл роль Фархада, дворника").
- 2016 — На линии жизни.
- 2017 — Киборги.
- 2017 — Чужая молитва.